# Gunditjmara
Die Gunditjmara oder Gundidj sind ein Stamm der Aborigines im Westen von Victoria. (Gunditj bedeutet gehören zu, mara bedeutet Person). Ihre Nachbarn im Westen waren die Buandig, im Norden die Jardwadjali sowie die Djab wurrung und die Girai wurrung im Osten. Diese Aborigines haben insofern große Bedeutung, da sie hunderte von runden Steinhütten und ein System einer Aquakultur im Landesinneren bauten, was sonst keine anderen Aborigines unternahmen.

## Name
Der Name wird auch ausgesprochen als Gournditch-Mara. Untergruppen, die auf unterschiedlichen Dialekten basierten, sind die Dhauwurd wurrung. Alternative Namen sind Dhauhurtwurru, Kunditjmara, Gournditch-mara, Kuurn-kopan-noot (Sprachenamen) Kirurndit, Tourahonong, Weeritch-Weeritch, Ngutuk-Stamm, Villiers-Stamm, Spring Creek-Stamm, Port Fairy-Stamm, Gournditch-Mara, Gurndidy, Dhaurwurd-Wurrung.

## Leben
Sie waren ein traditioneller Stamm, der an Flüssen und Seen im Framlingham Forest am Lake Condah und in dessen umgebenden Fluss-System lebte. Flüsse und Seen hatten große Bedeutung für ihre Ernährung und Spiritualität. Sie hatten ein ausgeklügeltes System einer Aquakultur und Aalzüchtung und bauten steinerne Wohnstätten. Sie legten Steindämme an, um das Wasser in diesen Gebieten in den Sümpfen zurückzuhalten, wo sie Aale und andere Fische züchteten. Sie bauten auch Verbindungen zwischen diesen Sümpfen aus. Diese Kanäle hatten Fischwehre und ferner wurden von Frauen große Körbe geflochten, um damit die ausgewachsenen Aale abzufischen.

## Geschichte

### Convincing-Ground-Massaker
Im Jahre 1833 bekriegten sich Walfänger mit den Kilcarer Gundidj im sogenannten Convincing-Ground-Massaker am Strand von Portland. Der Grund für den Streit war der Körper eines am Strand liegenden Wals. Es gibt eine Debatte über die Richtigkeit des Massakerberichts. Jedoch gibt es Tagesberichte aus dieser Zeit über ein Gefecht zwischen den Gunditj, die Speere warfen und Walfängern, die mit Gewehren feuerten, bei dem mehr als 200 Aborigines getötet wurden.

### Eumerella Wars
In dem Ort Deen Maar fanden Konflikte zwischen den Aborigines dieses Gebietes und den europäischen Kolonialisten statt. Diese Konflikte wurde als Eumerella Wars bezeichnet und fanden über 20 Jahre lang in der Mitte des 19. Jahrhunderts statt.

### Neuere Geschichte
Ab dem 19. Jahrhundert gingen viele Gunditjmara in die Framlingham Aboriginal Station, einer Missionsstation außerhalb von Warrnambool, oder sie wurden dorthin gebracht. Im Jahre 1987, als Victoria von der Australian Labor Party unter John Cain regiert wurde, versuchte diese einige Teile des Framlingham State Forest den Aborigines als einen unabänderlichen Rechtstitel zu übertragen. Dies wurde dies jedoch von der Legislative, der Liberal Party-Opposition im Victorian Legislative Council, blockiert. Allerdings intervenierte die föderalistische Labor-Regierung unter Hawke, indem sie einen Aboriginal Land Act 1987 erließ, der es ermöglichte 5 km² des Framlingham Forest dem Framlingham Trust zu übereignen. Obwohl dieser Rechtstitel unübertragbar war, konnte er in einen anderen Aborigines-Landtrust transferiert werden. Der Framlingham Trust hat kein Recht in diesem Gebiet Bergbau zu betreiben. Dies ist unüblich im Vergleich mit anderen Trust oder Gemeinschaften, die einen Nativ Title halten.
Im Jahre 1993 bekam der Sprecher der Peek Whurrong der Dhauwurdwurung von der Gunditjmara-Nation die Deen Maar Indigenous Protected Area unter Schutzherrschaft von ATSIC für den Framlingham Aboriginal Trust zugesprochen, mit der Intension, dass es eine Schutzzone der Aborigines wird. Dieser Status ist seit 1999 garantiert; das ist der einzige derart anerkannte Status in Victoria.
Die Gunditjmara vom Lake Condah und der näheren Umgebung kämpften erbittert für ihre Anerkennung als traditionelle Eigentümer ihres angestammten Landes. Im Jahre 1987 erreichten sie mit der Framlingham-Gemeinschaft die Anerkennung durch den Australian Government's Aboriginal Land (Lake Condah and Framlingham Forest) Act 1987. Sie erhielten ihr Land als Native Title Claim im August 1996 endgültig zurück und erst elf Jahre später waren sie in der Lage die Formalien für ihre Rechte, die Native Title Rights, im März 2007 zu erfüllen.
Die Organisationen Winda Mara Aboriginal Corporation und Gunditjmara Native Title Claimant Group (heute die Gunditj Mirring Traditional Owners Aboriginal Corporation) haben mehrere bedeutende Projekte initiiert, die auf den Prinzipien der nachhaltigen Entwicklung und breiter Beteiligung der Gemeinschaft, wie beispielsweise des Lake Condah Sustainable Development Project basieren.
Die am Lake Condah lebenden Gunditjmara besitzen etwa 20 Quadratkilometer Land an dem für sie bedeutenden Budj Bim National Heritage Landscape. Dieser Besitz zeigt ihre traditionell konstruiertes Aquakultur-System und ihre ortsfesten Wohnbauten. Das Gunditjmara-Gebiet und die Siedlungen destruieren die Auffassung, dass die Gunditjmara Nomaden waren. Das Budj Bim National Heritage Landscape ist inzwischen in die Liste des Kulturerbes Australiens eingetragen.

## Bekannte Gunditjmara
- Richard J. Frankland, Sänger, Liederschreiber, Autor und Filmregisseur.
- Norm McDonald, Football-Spieler in der AFL.
- Robert Lowe, Autor von The Mish über das Aufwachsen in der Framlingham Mission.
- Archie Roach, Sänger und Liederschreiber, vor allem bekannt durch ein Musikalbum über die Gestohlene Generation.
- Chris L. Johnson, Spieler des Brisbane Lions AFL.
- Nathan Lovett-Murray, Spieler des Essendon Bombers AFL.
- Wally Lovett, Spieler des Richmond und Collingwood AFL.
- Andrew Lovett, Spieler des Essendon Bombers.
- Kurun Warun, Künstler.